# Vectrex

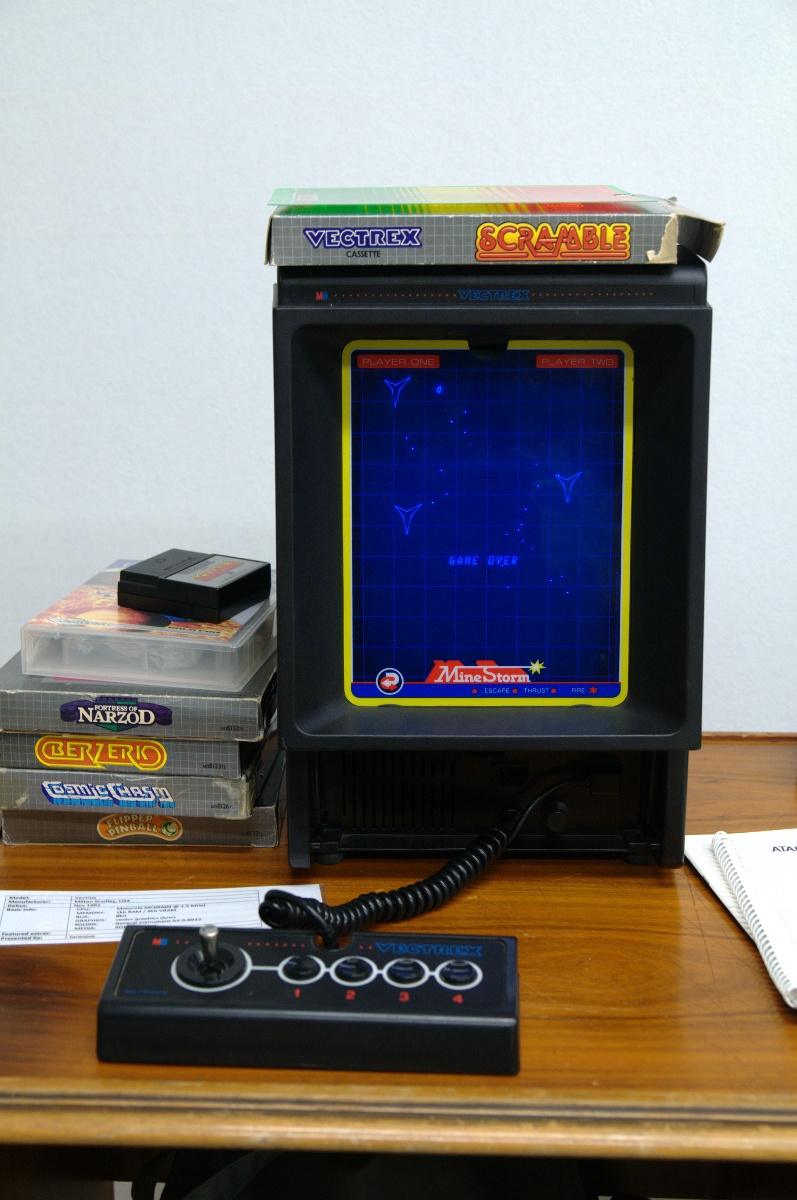

Vectrex — 8-разрядная игровая консоль, разработанная General Consumer Electric (GCE), позже купленная Milton Bradley Company. «Vectrex» уникальна тем, что это единственная игровая система, использующая векторный графический монитор; ни одна другая система ни до, ни после неё, не использовала подобную конфигурацию. «Vectrex» продавалась потребителям с 1982 года по цене в 199 долл.; продажи устройства прекратились в 1984, во время спада на рынке игровых консолей.
В отличие от большинства других игровых консолей, подключаемых к бытовому телевизору для передачи растрового изображения (то есть игровых приставок), «Vectrex» имел свой встроенный монитор, изображающий векторную графику. Монитор был монохромным, но на экран накладывалась полупрозрачная раскрашенная плёнка, своя для каждой игры, что давало иллюзию цвета, а также уменьшало эффект от мерцания изображения, присущий векторным мониторам.
В систему была встроена одна игра — «MineStorm» (подобие аркадной игры Asteroids), другие игры поставлялись на картриджах.

## Технические характеристики
- Процессор: Motorola 68A09 на частоте 1.6 МГц
- Память: ПЗУ — 8 КБ, ОЗУ — 1 КБ
- Звук: General Instruments AY-3-8912, встроенный динамик
- Монитор: монохромный Samsung 240RB40

## История игровой консоли Vectrex
Vectrex — векторная игровая система, сделанная по принципу все в одном. Векторная графика использовалась в аркадных автоматах в далёком 1980, начиная с Cinemetronics Space Wars в 1978. Вероятно, самой знаменитой игрой, использующей векторную графику, была Asteroids на Atari. В 1981, Майк Пурвис и Джон Росс из Western Technologies/Smith Engineering, попытались, используя довольно дешёвые осциллографические ЭЛТ, создать домашнюю игровую систему, использующую векторную графику. Джей Смит, глава этой компании приказал продолжить проект, который впоследствии получил название «Мини-аркада». Весной 1981 компания по производству игрушек Kenner, заинтересовалась «Мини-аркадой», и уже планировалось поставить её на выпуск с 5-дюймовым экраном и черно-белой трубкой. Однако в июле решено было этого не делать. В сентябре того же года компания General Consumer Electronis (GCE) решила взять в аренду проект «Мини-аркада», и после того как президент GCE, Грег Кракуер увидел концепт-дизайн и ранние игры, он сразу же понял, что это золотая жила. Было проведено ещё несколько модификаций, например, размер экрана был увеличен до 9 дюймов. Система была названа «Домашняя аркада». В 1981 начались работы над прототипом с целью создать аппаратную часть и 12 игр к июню 1982 года. Джон Росс занялся аппаратной частью, а Гарри Кар и Джон Холл начали
создавать программное обеспечение (кодовое имя проекта «Исполнение»). В январе 1982 года произошёл ещё ряд изменений.
В Vectrex предполагалось использовать процессор MOS 6502, но он был признан слишком медленным. И он был заменен на Motorola 6809. Также, Джон Холл закончил работу над одной из 12 игр (впоследствии названной Mine Storm). Большинство этих игр были похожими (часть просто точными копиями) игр с аркадных автоматов того времени. WT/SE заключила договор с известным разработчиком аркадных автоматов — Cinematronics, что дало доступ ко всем их играм. Полный исходный код стал доступен программистам Vectrex, и Cinematronics решило сделать на Vectrex полные версии своих аркадных хитов. Спустя 2 месяца, когда прототип Vectrex’а был уже разработан, разработка переместилась на компьютер S100, содержащий 2 дисковода — один для операционной системы CP/M, а другой для данных. В апреле, Scramble, MineStorm (клон Asteroids), Berzerk, Rip Off и Star Trek были завершены. Работа сразу же переместилась на другие игры для Vectrex, одной из которых была Cosmic Chasm (впоследствии она была портирована на аркаду — пожалуй, единственный случай того времени, когда изначально консольную игру портировали на аркадный автомат). Вскоре назрело решение об использовании цветных слоев. Идея использования слоев была также позаимствована с аркады (в которой слои использовались для разных целей). Ранние автоматы 70-х были черно-белыми. Если вы хотели цвета, то тогда вам надо было прилепить к экрану целлофановую пленочку, как это было в Breakout на Atari или в знаменитых Space Invaders (здесь идёт речь о аркадной версии игры, так как для Vectrex эта игра была написана энтузиастами после снятия Vectrex с производства и прекращения его поддержки как экономически не выгодной игровой платформы). Также слои использовались для сглаживания некоторых дефектов графики, а именно — ярко заметного мерцания в играх с большим количеством анимации на экране (например, оригинальные версии Berzerk и Scramble).

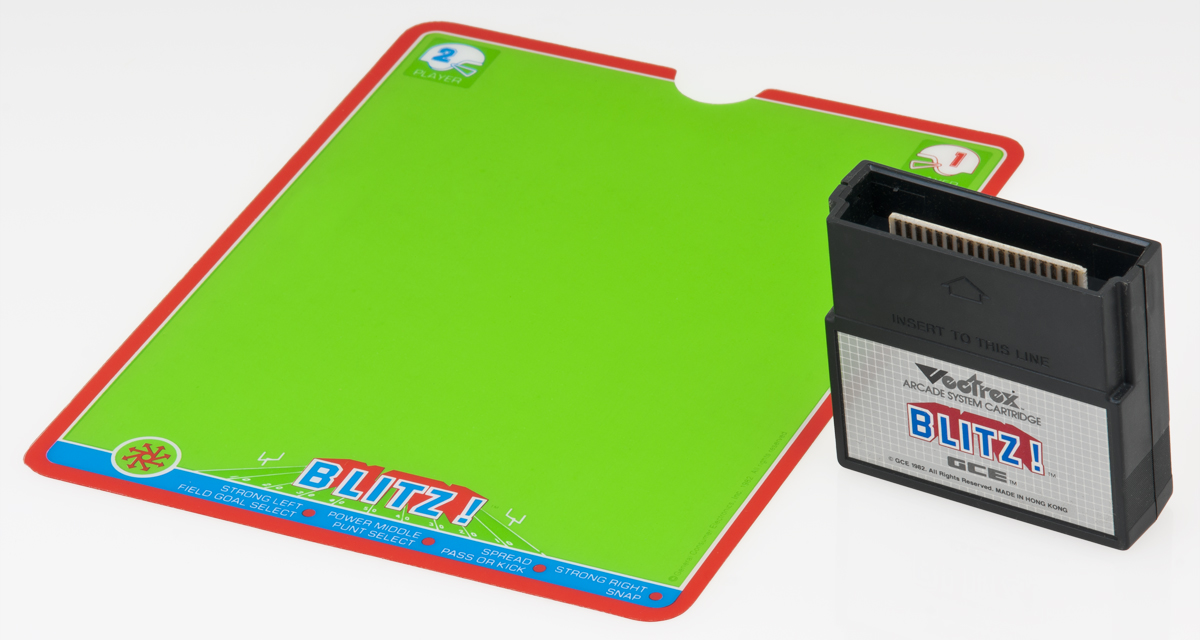
Оверлей и картридж игры Blitz!

По этим причинам было решено использовать в системе Vectrex слои (overlays), и Мива Филосета начал их разработку. Его первая работа — это слой в Bedlam. Вскоре Лени Карлсон придумал, как добавить музыку и звук во множество оригинальных игр. Восхождение Vectrex’a на вершину славы продолжалось, Уолтер Накано и Колин Вовлес, вместе, придали уникальный вид Vectrex’y за 2 года, до прихода компьютеров Макинтош, этот вид был уникален. Следующей задачей была разработка контроллера. Было решено сделать его похожим на аркадный. Он имел 4 кнопки, расположенные в ряд, и аналоговый мини-джойстик слева от них. К Vecrex’y можно было подсоединить 2 контроллера, что позволяло играть вдвоем одновременно.
В июне того же года, GCE Home Arcade и её 12 игр были полностью завершены и готовились к показу на летней выставке Consumer Electronics Show в Чикаго, и интерес к ней был велик.
Летом 82-го года, ещё до начала выпуска, оказалось, что другая компания уже дала своему проекту название Домашняя Аркада, так что пришлось изменить название на Vectron. GCE не понравилось это название, и оно было изменено сначала на Vector-X, а затем на Vectrex. Впоследствии название Vectrex и закрепилось за этой консолью.
Как и у всех консолей того времени, игры Mine Storm продавались на одном картридже, Vectrex не был исключением. Правда у Vectrex’a одна игра (Mine Storm) была уже встроена. В ней был забавный баг: игра сбрасывалась после прохождения игроком 12-го уровня, так как номера уровней хранились в 12-элементном массиве, и обращение к 13-му элементу вызывало сбой программы: разработчики просто не предполагали, что некоторые игроки будут способны дойти в этой игре так далеко. Впоследствии баг был устранён, и новая версия игры была выпущена на одном картридже под названием MineStorm II, который фирма GCE бесплатно высылала всем, кто жаловался на сброс при попытке перейти на 13-й уровень.
Vectrex поступил в американские магазины в ноябре 1982 как раз перед Рождественскими праздниками. Коробка с консолью, включающая одну встроенную игру — Mine Storm и один джойстик стоила 199$. Цена была немаленькой, даже для американцев, однако спрос на систему был огромным.
Но консоль не выдержала конкурентной борьбы: в 1983 году произошёл кризис в индустрии видеоигр в Северной Америке, многие производители вынуждены были значительно снижать цены на игры и консоли. Так, Vectrex стал стоить всего 100$, а под конец производства — даже 50$, не выдержав конкуренции с более популярной, проверенной временем Atari 2600, а также Intellivision и ColecoVision. В 1984 году GCE официально прекратила поддержку игровой платформы Vectrex.

## Игровая библиотека
Основная статья: Список игр для Vectrex

## Баги
Из-за ошибки в схеме (а точнее в заземлении) динамик начинает жужжать, в зависимости от изображения. Чтобы приставка соответствовала стандарту FCC, GCE изменила схему.